# Fuck the System

Fuck the System (с англ. — «К черту систему») — восьмой и последний на данный момент студийный альбом шотландской хардкор-панк-группы The Exploited, вышедший в 2002 году.

## Об альбоме
Fuck the System был выпущен в 2002 году звукозаписывающей компанией Spitfire Records после семилетнего затишья группы. По звучанию он схож с предыдущей работой коллектива Beat the Bastards 1996 года, но явно превосходит его по звучанию и качеству записи. Фронтмен группы Уотти Бьюкэн высказался по поводу такой временной задержки следующим образом: «Если бы я выпускал альбомы за деньги, то делал бы это ежегодно». По иронии судьбы этот альбом был доступен в США в оригинальной версии, только название было скрыто цензурой как «F*** the System» и в композиции были внесены незначительные изменения.
Заглавная песня альбома также имеет название «Fuck the System». Такое же название есть у песни альтернативной группы System of a Down из их альбома Steal This Album!, книги писателя Эбби Хоффмана, опубликованной в 1967 году, названия порно-фильма Роба Роттена, названия трека нидерландского хардстайл-дуэта Showtek и композиции электронной группы Cyberpunkers.
В песне «Chaos Is My Life» используются семплы из фильма «Ворон».
На композицию «Never Sell Out» был снят видеоклип.

## Список композиций
Все песни написаны группой The Exploited.
1. «Fuck the System» — 4:15
2. «Fucking Liar» — 2:34
3. «Holiday in the Sun» — 2:24
4. «You’re a Fucking Bastard» — 2:38
5. «Lie to Me» — 2:16
6. «There Is No Point» — 2:05
7. «Never Sell Out» — 2:35
8. «Noize Annoys» — 2:06
9. «I Never Changed» — 1:58
10. «Why Are You Doing This to Me» — 2:25
11. «Chaos Is My Life» — 2:11
12. «Violent Society» — 2:14
13. «Was It Me» — 4:32

## Участники записи
- Уотти Бьюкэн — вокал
- Робби «Стид» Дэвидсон — гитара
- Мики Якобс — бас
- Вилли Бьюкэн — барабаны